# Міллуд (Пенсільванія)
Міллуд (англ. Millwood) — переписна місцевість (CDP) в США, в окрузі Вестморленд штату Пенсільванія. Населення — 483 особи (2020).

## Географія
Міллуд розташований за координатами 40°21′1″ пн. ш. 79°17′7″ зх. д. / 40.35028° пн. ш. 79.28528° зх. д. (40.350400, -79.285332).  За даними Бюро перепису населення США в 2010 році переписна місцевість мала площу 1,61 км², уся площа — суходіл.

## Демографія
Згідно з переписом 2010 року, у переписній місцевості мешкало 566 осіб у 245 домогосподарствах у складі 156 родин. Густота населення становила 353 особи/км².  Було 262 помешкання (163/км²).
Расовий склад населення:
| - 98,1 % — білих - 1,1 % — чорних або афроамериканців - 0,4 % — азіатів |

До двох чи більше рас належало 0,4 %. Частка іспаномовних становила 1,2 % від усіх жителів.
За віковим діапазоном населення розподілялося таким чином: 20,3 % — особи молодші 18 років, 60,8 % — особи у віці 18—64 років, 18,9 % — особи у віці 65 років та старші. Медіана віку мешканця становила 44,4 року. На 100 осіб жіночої статі у переписній місцевості припадало 102,9 чоловіків;  на 100 жінок у віці від 18 років та старших — 96,1 чоловіків також старших 18 років.
За межею бідності перебувало 40,2 % осіб, у тому числі 71,4 % дітей у віці до 18 років та 4,9 % осіб у віці 65 років та старших.
Цивільне працевлаштоване населення становило 145 осіб. Основні галузі зайнятості: транспорт — 25,5 %, освіта, охорона здоров'я та соціальна допомога — 22,1 %, виробництво — 17,9 %.